# Oxyopes flavipalpis
Oxyopes flavipalpis es una especie de araña del género Oxyopes, familia Oxyopidae. Fue descrita científicamente por Lucas en 1858.
Habita en Etiopía, Somalia, Camerún, República Democrática del Congo, Guinea, Tanzania, Zimbabue, Sudáfrica y Esuatini.